# Clandestino – Undercover in der Unterwelt
Clandestino – Undercover in der Unterwelt, auch unter dem Titel Unter Gangstern bekannt, ist eine spanische Dokumentarserie des Fernsehsenders DMAX und der Nachfolger der 6-teiligen Dokumentarserie Clandestino – Das organisierte Verbrechen am Amazonas. Beide Serien wurden von dem Reporter David Beriáin moderiert, der im April 2021 bei einem Anschlag ums Leben kam.

## Inhalt
Der Reporter David Beriáin reist rund um die Welt, um an der Seite von Kriminellen sowie an der Seite von Einheiten der Verbrechensbekämpfung hautnah Einblicke in Machenschaften wie u. a. Drogenschmuggel- und Handel, Waffenhandel, Grabräuberei und Kidnapping zu erhalten und dies zu dokumentieren. Dabei trifft er persönlich Anführer, Mitglieder, Hintermänner, Opfer und Gegenspieler von verbrecherischen Organisationen wie dem Sinaloa-Kartell und von Straßengangs wie der Mara Salvatrucha oder der italienischen Camorra und der albanischen Mafia.

## Episodenliste

### Staffel 1
| Nr. (ges.) | Nr. (St.) | Deutscher Titel                       | Originaltitel                            | Zusammenfassung | Erstausstrahlung Spanien | Deutschsprachige Erstausstrahlung (D/A/CH) |
| ---------- | --------- | ------------------------------------- | ---------------------------------------- | --- | ------------------------ | ------------------------------------------ |
| 1          | 1         | Die vergessene Hmong-Armee            | Los Hmong: El ejército perdido de la CIA | David Beriáin begibt sich nach Laos, um mehr über eine in den 1970er-Jahren von der CIA geschaffenen paramilitärischen Kampftruppe zu erfahren, deren Mitglieder hauptsächlich der ethnischen Minderheit der Hmong angehören. | 24. Mai 2016             | 20. Aug. 2017                              |
| 2          | 2         | Die letzten Nashörner Afrikas         | Rinoceronte, el cuerno maldito           | David Beriáin begibt sich nach Afrika, um Einblick in den illegalen Handel mit Nashorn-Hörnern zu erhalten. | 31. Mai 2016             | 22. Okt. 2017                              |
| 3          | 3         | Perus Kulturerbe auf dem Schwarzmarkt | Cazadores de tumbas                      | David Beriáin begibt sich nach Peru, um die Ambition hinter der Jagd nach- und den illegalen Handel mit archäologischen Artefakten durch sogenannte „Huaqueros“ zu erkunden.                                                  | 7. Juni 2016             | 10. Dez. 2017                              |

### Staffel 2
| Nr. (ges.) | Nr. (St.) | Deutscher Titel                    | Originaltitel                  | Zusammenfassung | Erstausstrahlung Spanien | Deutschsprachige Erstausstrahlung (D/A/CH) |
| ---------- | --------- | ---------------------------------- | ------------------------------ | --- | ------------------------ | ------------------------------------------ |
| 4          | 1         | Das Sinaloa-Kartell – Teil 1       | El Cártel de Sinaloa (cap 1)   | David Beriáin begibt sich nach Mexiko, um die Struktur des Sinaloa-Kartells kennenzulernen. An der Seite des militärischen Arms des Kartells erhält er Einblick in die Produktion von Methamphetamin, den Anbau von Marihuana- und Schlafmohn-Plantagen, sowie die Kultur der Narcos.                                                      | 6. Feb. 2017             | 21. Jan. 2018                              |
| 5          | 2         | Das Sinaloa-Kartell – Teil 2       | El Cártel de Sinaloa (cap 2)   | Inmitten eines Machtkampfes innerhalb des Kartells, erhält David Beriáin in Culiacán aus erster Hand Einblick in Polizeikorruption, trifft Auftragsmörder und wird Zeuge der allgegenwärtigen Gewalt, resultierend aus dem Kampf um die Vorherrschaft im Drogenhandel.                                                                     | 13. Feb. 2017            | 28. Jan. 2018                              |
| 6          | 3         | Das Sinaloa-Kartell – Teil 3       | El Cártel de Sinaloa (cap 3)   | David Beriáin begleitet einen Drogentransport mittels Auto von Mexiko in die Vereinigten Staaten, sowie einen Waffentransport von den Vereinigten Staaten nach Mexiko zu einem Waffenwart des Kartells. Des Weiteren wird er Zeuge wie Bodypusher oder Burreros – sogenannte menschliche Packesel zu Fuß die Grenze zu den USA überqueren. | 20. Feb. 2017            | 4. Feb. 2018                               |
| 7          | 4         | Die Gangs von El Salvador – Teil 1 | Exterminio a las Maras (cap 1) | David Beriáin begibt sich nach San Salvador in El Salvador, um Zeuge der allgegenwärtigen Gewalt durch Straßengangs wie der Mara Salvatrucha und der 18th Street Gang zu werden. Vor Ort begleitet er eine Spezialeinheit der Polizei bei der Jagd nach Bandenmitgliedern.                                                                 | 27. Feb. 2017            | 12. Nov. 2017                              |
| 8          | 5         | Die Gangs von El Salvador – Teil 2 | Exterminio a las Maras (cap 2) | Weiter auf den Spuren der Straßengangs in San Salvador wird David Beriáin u. a. Zeuge der Schutzmaßnahmen von Bürgern gegen Bandengewalt. | 27. Feb. 2017            | 19. Nov. 2017                              |

### Staffel 3
| Nr. (ges.) | Nr. (St.) | Deutscher Titel                  | Originaltitel                       | Zusammenfassung | Erstausstrahlung Spanien | Deutschsprachige Erstausstrahlung (D/A/CH) |
| ---------- | --------- | -------------------------------- | ----------------------------------- | --- | ------------------------ | ------------------------------------------ |
| 9          | 1         | Kidnapping in Venezuela          | El Negocio Del Secuestro: Venezuela | David Beriáin begibt sich nach Caracas in Venezuela, um Einblicke in das wachsende Kidnapping-Geschäft zu erhalten. Vor Ort lernt er aus nächster Nähe die Strategien der Kidnapping-Banden kennen, trifft Entführungsopfer und wird Zeuge der Schutzmaßnahmen von Bürgern und des Einflusses von Hintermännern der Kidnapper im Gefängnis.                                               | 21. Nov. 2018            | 25. Sep. 2019                              |
| 10         | 2         | Baby-Mafia in Italien            | La Baby Camorra                     | David Beriáin begibt sich nach Neapel in Italien, um mehr über den Griff nach der Macht, die Brutalität und Mentalität des Nachwuchses der Camorra zu erfahren. Vor Ort wird er Zeuge des örtlichen Drogenhandels und der Produktpiraterie, trifft den Schriftsteller Roberto Saviano, Auftragsmörder, sowie in Scampia den Boss der mächtigsten Jugend-Gang Neapels.                     | 28. Nov. 2018            | 28. Sep. 2019                              |
| 11         | 3         | Albanische Mafia                 | Albania: Mafia Y Venganza           | David Beriáin begibt sich nach Albanien, um die Struktur und Mentalität der albanischen Mafia kennenzulernen. An der Seite der Mafiosi wird er Zeuge eines Kokain-Deals und eines Heroin-Transports, erhält Einblick in den illegalen Anbau von Marihuana-Plantagen und trifft u. a. Auftragsmörder, Mittelsmänner und für den Schmuggel benötigte Ausweisfälscher der albanischen Mafia. | 5. Dez. 2018             | 28. Sep. 2019                              |
| 12         | 4         | Gangs in El Salvador             | Armas Para El Cartel                | David Beriáin erkundet die Handelsroute des illegalen Waffenhandels von Nordamerika nach Zentralamerika. Er begleitet Schmuggler bei dem Transport von Waffen und trifft einige ihrer Abnehmer: einen Wortführer der Mara Salvatrucha in El Salvador und Anhänger der Ejército de Liberación Nacional in Kolumbien.                                                                       | 11. Dez. 2018            | 25. Sep. 2019                              |
| 13         | 5         | US-Waffen für das Drogen-Kartell | Armando Al Enemigo                  | David Beriáin begleitet eine Schmuggler-Bande beim legalen Kauf von Waffen in Arizona und deren illegalen Export nach Mexiko für das Sinaloa-Kartell und erhält in Culiacán Einblick in den Alltag einer Gruppierung des Kartells. Zudem besucht er eine Waffenmesse um den Kauf von Waffen zu analysieren und untersucht in West Virginia die Arbeit des National Tracing Centers.       | 19. Dez. 2018            | 25. Sep. 2019                              |
| 14         | 6         | Die Narcos-Erben                 | Herederos de Pablo Escobar          | David Beriáin begleitet die nationale Polizei Kolumbiens zum Golf von Urabá beim Kampf gegen den Golf-Clan und erhält in Medellín von dem Anführer einer Schmuggler-Bande, Informationen über den heutigen Kokain-Export für mexikanische Kartelle. In Mexiko wird er an der Seite des Sinaloa-Kartells Zeuge der Empfangnahme von Kokain und dessen Weitertransport in die USA.          | 26. Dez. 2018            | 25. Sep. 2019                              |

### Staffel 4
| Nr. (ges.) | Nr. (St.) | Deutscher Titel                       | Originaltitel                                     | Zusammenfassung | Erstausstrahlung Spanien | Deutschsprachige Erstausstrahlung (D/A/CH) |
| ---------- | --------- | ------------------------------------- | ------------------------------------------------- | --- | ------------------------ | ------------------------------------------ |
| 15         | 1         | Bei der Ndrangheta in Kalabrien       | La Ndrangheta: El Imperio de la Cocaína en Europa | David Beriáin begibt sich in die Lombardei und nach Kalabrien in Italien und erfährt bei verschiedenen Treffen mit Dealern, Killern und Capos eines ’Ndrangheta-Clans mehr über die Machenschaften der kalabrischen Mafia-Organisation. | 11. Nov. 2019            | 23. Nov. 2020                              |
| 16         | 2         | Bei der Cosa Nostra in Sizilien       | Cosa Nostra: Institucionalizando La Mafia         | Durch einen Capo der ’Ndrangheta verfolgt David Beriáin eine Drogenübergabe mit einem Clan der Cosa Nostra und trifft in Sizilien u. a. auf Politiker, Mafia-Mitglieder und Mafia-Opfer.                                                | 18. Nov. 2019            | 23. Nov. 2020                              |
| 17         | 3         | Bei der Sacra Corona Unita in Apulien | Sacra Corona Unita: Los Reyes del Adriático       | In Apulien trifft David Beriáin auf Mitglieder der Sacra Corona Unita und erhält aus erster Hand Infos über ihre Struktur und bekommt Einblick in ihre Schmuggel-Aktivitäten mit Drogen und Waffen aus Albanien.                        | 25. Nov. 2019            | 23. Nov. 2020                              |

## Hintergrund
Die von 93 Metros und 7 y acción produzierte erste Staffel erschien in Spanien ab dem 24. Mai 2016 bei DMAX und wurde in Deutschland ab dem 20. August 2017 mit dem Titel Clandestino – Undercover in der Unterwelt von Discovery Channel ausgestrahlt.
Die zweite Staffel, ebenfalls von 93 Metros und 7 y acción produziert, erschien in Spanien ab dem 6. Februar 2017 bei DMAX und wurde in Deutschland ab dem 12. November 2017 ebenfalls mit dem Titel Clandestino – Undercover in der Unterwelt von Discovery Channel ausgestrahlt.
Von 93 Metros produziert, erschien die dritte Staffel in Spanien ab dem 21. November 2018 bei DMAX und wurde in Deutschland ab dem 25. September 2019 als Teil der Reihe Unter Gangstern auf ZDFinfo ausgestrahlt. Die deutsche Synchronisation entstand durch die Synchronfirma TransEuroTV. Später veröffentlichte ZDFinfo die ersten beiden Staffeln ebenso mit dem Titel Unter Gangstern.
In Auftrag gegeben von Discovery Networks International wurde auch die vierte Staffel von 93 Metros produziert und ab dem 11. November 2019 auf dem italienischen Sender Nove erstveröffentlicht. Am 23. November 2020 erschienen alle drei Episoden der viertel Staffel auf ZDFinfo. Die deutsche Synchronisation entstand erneut durch TransEuroTV.
Im März des Jahres 2021 wurde bekannt, dass gegen David Beriáin und 3 weitere Personen wegen Betrugs im Wettbewerb ermittelt wird, da die am 11. November 2019 veröffentlichte Episode La Ndrangheta: El Imperio de la Cocaína en Europa im großen Maße unecht und die Interviews mit den vermeintlichen Clan-Mitgliedern gestellt gewesen seien.